# 新潟市の交通
新潟市の交通（にいがたしのこうつう）では、新潟県新潟市の市域における交通の状況を記述する。

## 概要
新潟市とその周辺は、本州日本海側の交通結節点としての機能を担っており、陸路・海路・空路の各交通機関のターミナルが位置している。

## 鉄道

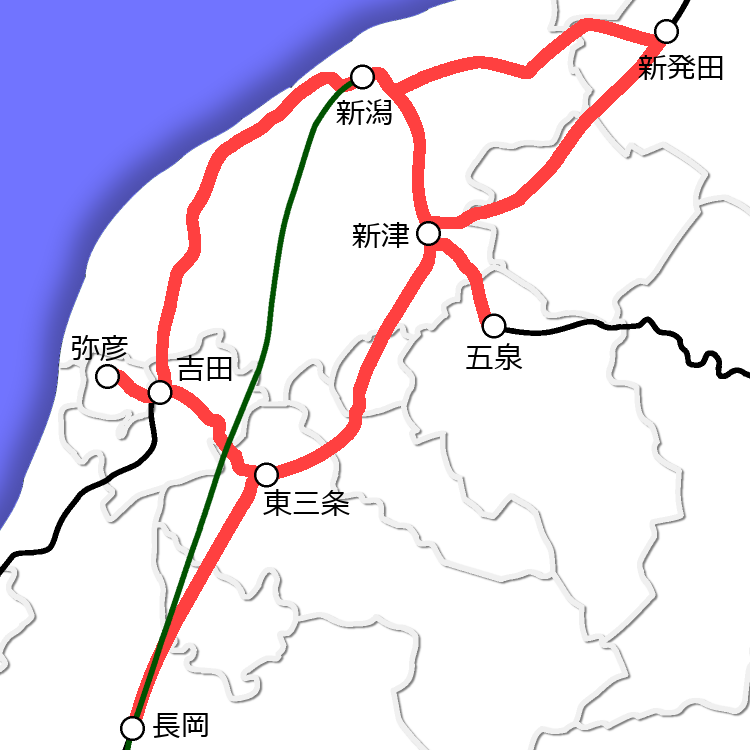
新潟近郊区間

### 市内の鉄道路線・駅
※上り・下りに関係なく、新潟駅を中心に掲載する。
 東日本旅客鉄道（JR東日本）
- 上越新幹線: 新潟駅
- ■信越本線 : 新潟駅 - 上沼垂信号場 - 越後石山駅 - 亀田駅 - 荻川駅 - さつき野駅 - 新津駅 - 古津駅 - 矢代田駅 -
  - （沼垂貨物支線）上沼垂信号場 - 沼垂駅
  - （臨港貨物支線）上沼垂信号場 - 焼島駅 - 東新潟港駅
- ■白新線 : 新潟駅 - 上沼垂信号場 - 東新潟駅 - 大形駅 - 新崎駅 - 早通駅 - 豊栄駅 - 黒山駅 -
- ■越後線 : 新潟駅 - 上所駅 - 白山駅 - 関屋駅 - 青山駅 - 小針駅 - 寺尾駅 - 新潟大学前駅 - 内野駅 - 内野西が丘駅 - 越後赤塚駅 - 越後曽根駅 - 巻駅 - 岩室駅 -
- ■羽越本線 : 新津駅 -
- ■磐越西線 : 新津駅 - 東新津駅 - 新関駅 -

市内のターミナル駅は新潟駅であるが、市役所や中心市街地のひとつである古町が存在する新潟島では白山駅が最寄りとなる場合もある。

#### 過去の鉄道路線・駅
現在は東日本旅客鉄道（JR東日本）一社のみが運営しているが、1999年春までは私鉄路線（新潟交通電車線）も存在していた。
現在の市域にあった駅は以下の通り。
- 新潟交通電車線 : 白山前駅 (県庁前駅) -（6停留場） -  東関屋駅 - 東青山駅 - 平島駅 - 寺地駅 - ときめき駅 - 焼鮒駅 - 越後大野駅 - 黒崎中学校前駅 - 新大野駅 - 木場駅 - 板井駅 - 七穂駅(越後山王駅) - 吉江駅 - 味方中学校前駅 - 味方駅 - 白根駅 - 千日駅 - 曲駅 - 月潟駅 - 六分駅 - 新飯田駅 -

### 新幹線
JR新潟駅は上越新幹線の終着駅である。1982年（昭和57年）11月15日に大宮駅 - 新潟駅間が開業し、1985年（昭和60年）3月14日に上野駅まで、1991年（平成3年）6月20日に東京駅まで乗り入れた。
東京駅 - 新潟駅の最速達列車は、所要時間1時間40分前後で運転している。その他の定期列車は日中毎時1本 - 3本の頻度で運行している。10時台〜13時台の運行間隔は概ね40〜60分間隔であり、政令市に所在する新幹線駅の運行間隔としては最も長い。新潟駅の東側には引込線が伸び、新潟新幹線車両センターへと続く。ここでは、新幹線車両の日常の点検・整備が行われる。
上越新幹線の新潟駅以北については、後述の新潟駅周辺の連続立体交差化事業とリンクする形で、羽越本線高速化の一環として新幹線と在来線（羽越本線方面）の特急列車との間を同一ホームで乗り換えできる設計が取り入れられた。
県と市が共同で組織する「新潟空港アクセス改善検討委員会」においては、新潟駅と新潟空港の間を連絡する路線バスの運行体系見直し、県内線高速バスの乗り入れ、駐車場の無料化など現状のインフラを活用したアクセス改善策を進めているのと併せ、長期的な検討課題として上越新幹線の乗り入れ案をはじめとした空港連絡鉄道構想が長年存在するが着工には至っていない（詳細は新潟空港#アクセス改善に関する動きを参照）。

### JR在来線

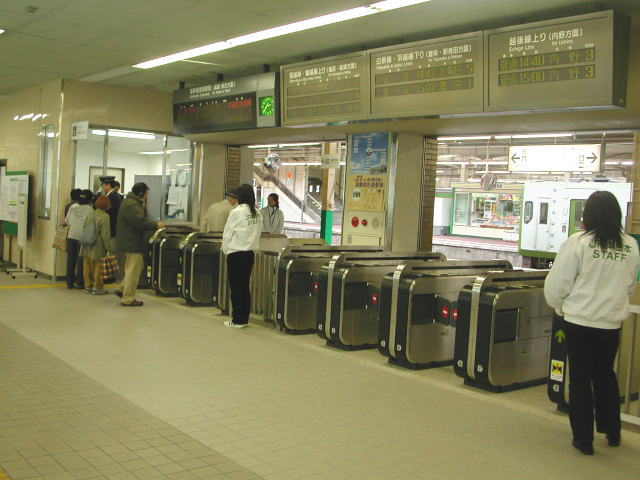
2004年11月、自動改札機の運用を開始した頃のJR新潟駅万代口・改札口。

新潟市の中心駅は、新潟駅である。また、新津駅は信越本線、羽越本線、磐越西線が分岐し、新潟市内第2のターミナル駅となっている。
普通列車の運転間隔は、新潟 - 新津・内野・豊栄間で日中20分間隔。新津・内野・豊栄以遠は同概ね60 - 80分間隔。新津から新発田・五泉方面は同概ね60 - 120分間隔。鉄道駅のない南区をのぞく7行政区のうち、区役所等の最寄駅での運行間隔が昼間20分間隔となっていないのが西蒲区（巻駅）のみであることから、内野以西では増発を求める意見がしばしば挙がっている（詳細は越後線#吉田 - 内野間の増発社会実験を参照）。
2004年（平成16年）11月27日、新潟駅で自動改札機の運用を開始。新潟駅をはじめとする市内の多くの駅に自動改札機が設置され、2006年（平成18年）1月21日からはSuicaのサービスも開始された。その後のエリア拡大によって、現在では新潟市内のJR在来線は全区間が大都市近郊区間に含まれている（新幹線区間である上越新幹線は除く。その他詳細は東日本旅客鉄道新潟支社の項を参照）。
市内には貨物専用駅が一箇所ある。東新潟駅構内に隣接する新潟貨物ターミナル駅がそれにあたる。一部の長距離貨物列車がここを経由するが、関西と北海道を直通する一部の列車は羽越本線水原駅を経由しており、この駅は経由しない。また、トラックを直接列車に積み込むピギーバック輸送も、新潟ではいち早く取り入れられた（1996年まで運転）。
かつて「鉄道の街」として栄えた秋葉区の新津駅周辺では現在でも鉄道施設が多く存在している。駅構内にはJR東日本新潟支社管内の気動車の基地である新津運輸区が置かれ、駅南西側にある総合車両製作所新津事業所では、JR東日本をはじめとする首都圏鉄道各社の車輌が製造されている。この他、新津東町には新潟市新津鉄道資料館があり、新津と鉄道にまつわる様々な資料を閲覧することができる。
現在新潟駅周辺では在来線の連続立体交差化事業が進められている（詳細は新潟駅#駅周辺整備事業・連続立体交差化を参照）。このほか、2000年代以降、豊栄駅、関屋駅、亀田駅、矢代田駅、白山駅、内野駅において橋上化や自由通路の開設、駅前広場等の整備が実施され、越後石山駅、巻駅についても検討が行われている。
主な列車
- 特急「しらゆき」：新潟駅 - 上越妙高駅・新井駅間
- 快速「SLばんえつ物語」：新津駅 - 会津若松駅間
- 特急「いなほ」：新潟駅 - 酒田駅・秋田駅間
- 快速「べにばな」：新潟駅 - 米沢駅間（休止中）
- 快速「海里」：新潟駅 - 酒田駅間
- 快速「越乃Shu ＊Kura」新潟駅-上越妙高駅間

### JR以外の鉄道・軌道の不在
市域内において、普通鉄道、路面電車、モノレール、新交通システムなどの鉄道・軌道系交通機関では、JR線以外の路線は現存しない（また新潟県自体に私鉄路線が現存しない）。政令市のうち、JR線以外の軌道系交通機関が一切存在しないのは、新潟市が唯一である（2020年代現在）。
現在の新潟市域に存在した私鉄は現在の大手バス会社・新潟交通が運営する新潟交通電車線を除き国有化された。新潟交通電車線は戦後も長らく白山前駅 - 白根駅 - 月潟駅 - 燕駅間を結んでおり、現在の萬代橋も路面電車が通る予定で設計されていた。だが1999年（平成11年）を以って全線廃止となり、廃線敷の一部は中ノ口川の堤防拡幅、公園・自転車道・歩道・車道などの整備に充てられるなどして姿を変えている。
2019年3月に公開された新潟県と新潟市が策定した『万代島地区将来ビジョン』での万代島へのアクセス手段として長期取り組み案2においてはLRTやモノレールの敷設計画案として出されているが広域的なものではない。

## 高速バス

新潟県・県外高速バス路線図

ときライナー路線図

新潟市は、高速バスの路線網が全国的に見ても発達している地域である。運行体系は大きく「県外線」(大阪・京都・名古屋・新宿・池袋・前橋・高崎・金沢・富山・長野・会津若松・郡山・山形・仙台)と「県内線」(直江津・東三条)に分けられる。

### 県外線
県外線は、新潟交通と各地のバス会社が発着地に応じて共同で運行している路線（図に掲載）と、旧ツアーバス系の路線がある。
前者は新潟駅万代口および万代シテイバスセンターを発着し、県外主要都市を結んでいる。クローズドドアシステムのため市内のみで利用できる路線はない。路線の一覧は「新潟交通のバス路線一覧#高速バス（県外線）を参照。
後者は新潟駅南口を発着し、東京便を中心に運行されている。路線の一覧は「新潟駅#駅周辺整備事業・連続立体交差化」を参照。

### 県内線
県内線は「ときライナー」のブランドで9路線が運行され、市内主要停留所と長岡、十日町、柏崎、高田・直江津、糸魚川、三条・燕、巻、五泉・村松を結んでいる。鳥原バスストップや巻潟東バスストップなどの高速道路上バス停を用いることにより、市域内の交通手段としても利用可能。

## 路線バス
新潟市内の一般路線バスは、新潟交通と同社の地域子会社である新潟交通観光バスが運行している。新潟交通グループは戦時統合によって1943年（昭和18年）末に発足した企業だが、1920年（大正9年）に現市域で最初の路線バス事業が勃興して以来、事業を担ってきたのは全て私企業であり、市営バスなど公営交通の事業実績は現在に至るまで皆無である。
しかし新潟市は他の地方都市と同様、路線バスに関しては近年厳しい運営状況が続いており、新潟交通グループも採算の低い路線を徐々に廃止・削減するなど事業規模は縮小の一途を辿っている。このため郊外線の一部には、行政や住民組織などの助成金によって運行が維持されている路線・区間もある。こうして市域周辺では同社のバス路線網が脆弱化したことによって公共交通の空白域が徐々に増加し、日常の足を自家用車のみに頼らざるを得ない地域も数多く点在しており、子供やお年寄りなど交通弱者の日常生活にも少なからず影響を及ぼしている。こうした事から市や新潟交通グループなどでは「オムニバスタウン計画」や「にいがた新バスシステム」など路線網再編や各種インフラの整備が行われている。

### 一般路線バス
中央区中心部を起点として市内や近郊、郊外とを結ぶ路線網が発達している。各路線は新潟駅（万代口・南口）、万代シテイバスセンター、新潟市役所前、 青山の4箇所を主要発着地として運行されており、これらの主要拠点間は「萬代橋ライン」で結ばれている。バスセンターの前身「新潟交通バスステーションビル」（1951年竣工、現新潟テレコムビル立地）は、新潟県内初の本格的なバスターミナルだった。
新潟市内のバス路線のうち、新潟駅万代口から古町、市役所前を通り、国道116号、新潟市道曽和インター信濃町線を経由して新潟大学・信楽園病院・内野方面に向かう「W2 西小針線」と、新潟駅万代口（一部市役所前発着）から東港線、国道113号を経由して松浜・島見町・新潟医療福祉大学・新潟競馬場・太郎代浜方面に向かう「E2 空港・松浜線」の2路線は利用客・本数ともに特に多い。

### 観光循環バス
2004年（平成16年）4月24日から、新潟市中心部の観光施設を経由する観光循環バスが運転されている。2003年（平成15年）7月から9月にかけて試験運転し、好評だったことから定期運転化されたもの。
外回り（白山公園先回り）と内回り（朱鷺メッセ先回り）の2コースが運転されていたが2019年（令和元年）7月からは運行ルートが「白山公園先回り」一方向のみに再編され、運行頻度が従来の70分間隔から30分間隔（土休日一部時間帯は15分間隔）へと縮められた。ただし、冬期間は本数が異なる。
なお、かつては市近郊の観光名所を巡る定期観光バスが運行されていたが、不採算のため2002年（平成14年）に全廃された。
車両
新潟市出身の漫画家によるキャラクターなどが描かれた小型ノンステップバス2両により運行されている。2019年10月から運行されている車両は、障がい者アートのプロジェクト「まちごと美術館cotocoto」によるラッピング車と、ホワッツマイケルのラッピング車である。検車等により、一般の小型車輌で運行することがある。
2019年秋まで用いられていた車両は、｢パタリロ!｣･｢ショムニ｣･｢ホワッツマイケル｣のラッピング車（白山公園先回り用。2015年3月30日までは水島新司の「ドカベン」）と、高橋留美子の「犬夜叉号」（朱鷺メッセ先回り用）であった。

RYDE株式会社のデジタル乗車券アプリ「RYDE PASS」では、「新潟市観光循環バス1日乗車券」（大人500 円こども250 円）が、令和6年11月1日(金曜)より販売している。
乗車券
新潟交通の案内所（新潟駅前・バスセンター）と沿線の主要施設では、観光循環バスに限り1日間乗り降り自由となる「一日乗車券」（大人500円、小人250円）を発売している。一部の沿線施設では乗車券を入場時等に提示すると、料金を割り引くサービスを実施している。但し、この一日乗車券は他の路線では利用できない。
2019年の観光デスティネーションキャンペーン期間中には、「にいがたMaaS」実証実験の一環として1日乗車券のデジタルチケット化が行われた。

### 空港リムジンバス

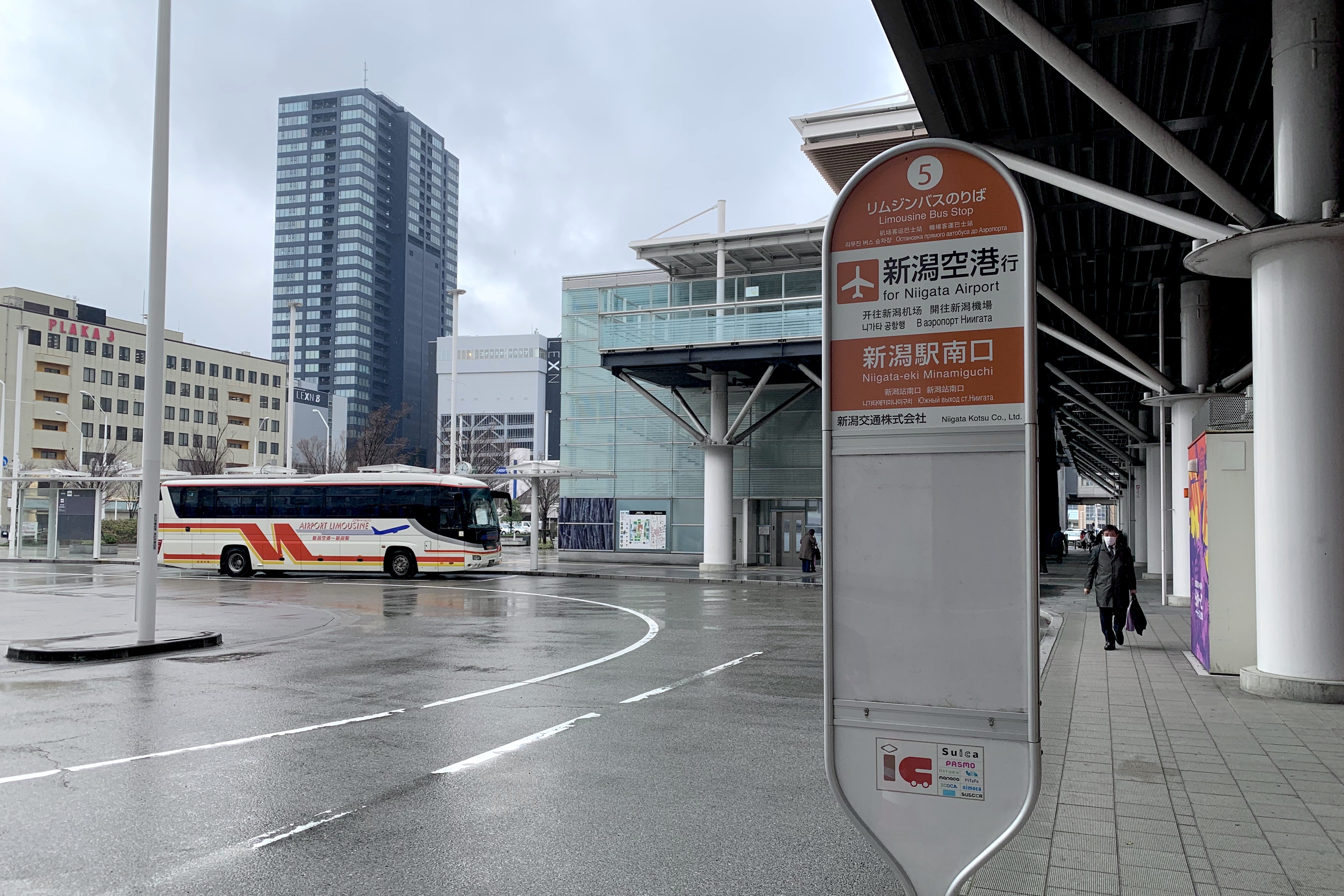
当時新潟駅南口にあった新潟空港リムジンバス乗り場と専用バス車両（2019年3月）

2009年（平成21年）から空港アクセスの短期改善施策として運行されているバス。新潟駅と新潟空港を専用リムジンバスにてノンストップで運行する。

### バス路線再編

#### にいがた交通戦略プラン

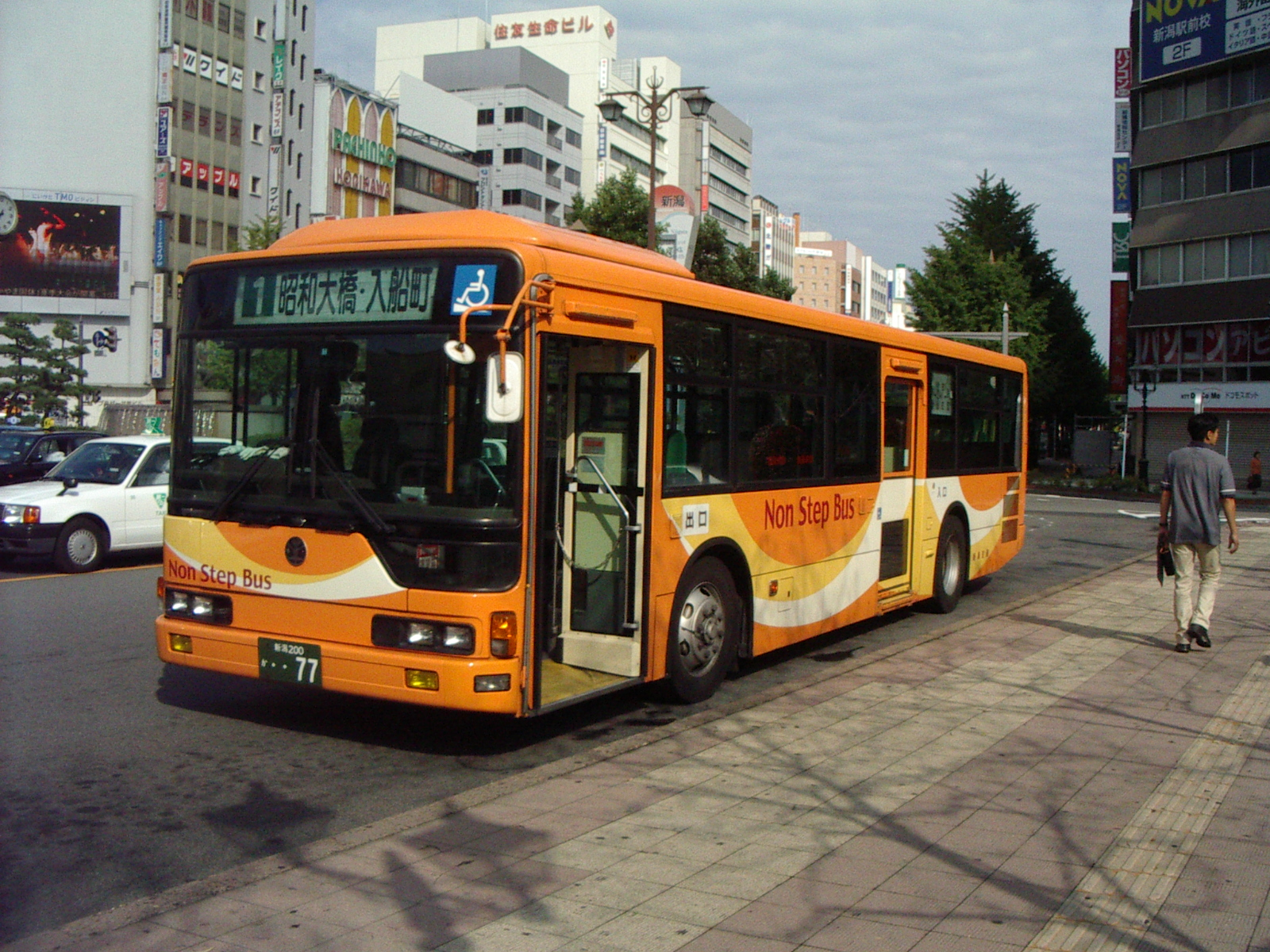
新潟交通のノンステップバス・第1期導入車両（新潟駅万代口）

市では2007年（平成19年）春の政令市移行を機に、公共交通の振興や道路交通の円滑化など市内全域の交通施策を体系的に進めながら、多核連携型のまちづくりを促すための短中期計画「にいがた交通戦略プラン」を2008年（平成20年）3月に策定した。
その一環としてオムニバスタウンの指定を受けるため、市は新潟交通などと共同で2006年（平成18年）7月から計画策定に着手し、2007年（平成19年）6月4日に国から指定を受けた。この「新潟市オムニバスタウン計画」では、同年11月1日のにいがた基幹バス（りゅーとリンク）運行開始をはじめ、市内の路線網再編やバス停の環境整備、非接触式ICカード乗車券「りゅーと」の導入など、2012年度末までの6箇年で様々な施策が行われた。
また前述の「交通戦略プラン」においては、市内中心部から近郊・郊外4方面へ至るバス路線を「骨格幹線バス路線」に指定し、人口集積地においてJR線を補完する役割や、軌道系の交通機関がない地域の基幹交通手段として位置付けている。対象は松浜・河渡方面（国道113号沿線、東区北部・北区北部）、下木戸・一日市方面（新潟県道3号新潟新発田村上線沿線、東区中部・北区中部）、大野・白根方面（国道8号沿線、西区黒埼地区・南区）、内野方面（国道402号・西大通り沿線、西区北部）で、各路線では運行ダイヤの見直しや各種インフラの整備などによる運行体系の高度化が順次図られた。加えてこれらの施策に付随して、ルート内の駅・停留所に交通結節点を設け、フィーダーバスやコミュニティバスなどで郊外各方面へのアクセス効率向上を図る案もあった。

#### 萬代橋ライン開業

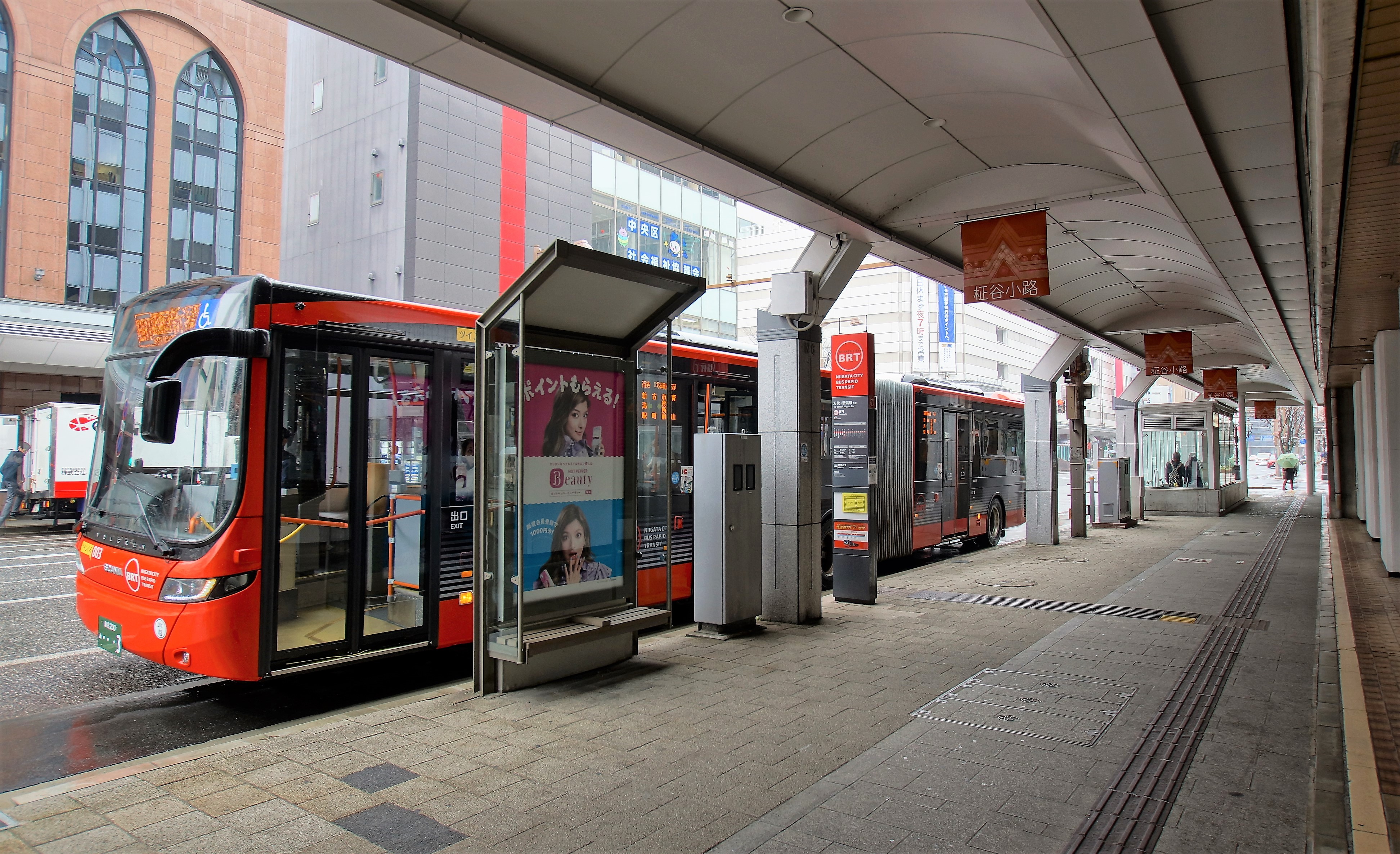
萬代橋ライン
「古町停留所」

政令市移行を前後して、一部の市民の間からは新潟駅など主要駅から繁華街、公共施設へ直接アクセスできる公共交通手段の整備を求める声が上がり、また近年は古町・本町・万代シテイなど中央区の中心市街地の活性化を目指す動きと連動して、市と関係機関では中心市街地の輸送手段として新たな公共交通システムが導入できるか否かについて研究に着手し、2010年代から本格的に検討が始まった。
2010年（平成22年）夏に市が設置した「新たな交通システム導入検討委員会」において検討を進めた過程において、導入する手段はライトレール（LRT）、小型モノレール、現在運行されている前述のにいがた基幹バスを基にシステムを高度化したバス・ラピッド・トランジット（BRT、バス高速輸送システム）の3種類の新交通システムのうち1つとした。導入ルートは新潟駅を縦貫して、北側は万代シテイ・古町・新潟市役所・白山公園付近を経由して白山駅へ、南側は山潟地区を経由して新潟県スポーツ公園・鳥屋野潟公園・新潟テルサ・新潟市産業振興センター・新潟市民病院などが立地する鳥屋野潟南部方面へそれぞれ至る都心軸区間のAルート、白山駅から千歳大橋付近や新潟県庁舎などを経由して鳥屋野潟南部に至るBルート（このA・B両ルートを環状線として整備する構想もある）、新潟駅と県庁舎を最短距離で結ぶCルート、新潟駅と万代島を結ぶDルートの、いずれも中央区内の計4経路について検討を進めた。
その結果、同委員会では当面BRTの早期導入を目指し、前述4経路の中でもAルートのうち都心軸に該当する新潟駅 - 古町 - 市役所間を最優先に整備すべきとの意見を記した「新たな交通システム導入に関する提言書」を2011年（平成23年）5月10日に市へ提出した。委員会の提言を受けて新潟市は検討を進め、2012年（平成24年）2月13日、BRT路線の導入をはじめとする市内中心部の交通網整備の指針「新たな交通システム導入方針」を公表し、「新潟駅 - 古町 - 市役所 - 白山駅間」をBRTの第1期導入区間として2015年度（平成27年度）夏に運行を開始し、「新潟駅 - 長潟 - スポーツ公園 - 新潟市民病院間」を第2期導入区間（運行開始時期は未定だが、当面は「新潟駅付近連続立体交差事業」完了後の2022年度以降を目標とする）として整備計画を進める方針を示した。そして2015年9月5日に第1期導入区間は萬代橋ラインとして開業した。その後、2024年にBRT化を断念した。

#### 今後の予定
第2期導入区間は公共施設や商業施設が集中して立地している上、都市開発進捗によって交通量が年々増加しており、慢性的に渋滞が発生している。現状では第2期区間のうち「新潟駅 - 南長潟」間は複数のバス路線が走っており、昼間10 - 20分間隔で運行されているが、「南長潟 - 新潟市民病院」間はイベント時を除き昼間60分間隔となるなど非常に少ない。また、新潟駅で運行系統が分断されており、北側の都心軸と若年人口の多い駅南側の軸が切り離されている状況となっている。
JR線新潟駅周辺の在来線約2.5kmを高架化する「新潟駅周辺連続立体交差事業」と、それに伴う周辺環境整備を目的とした「新潟駅周辺整備事業」が2007年度から行われており、2024年3月末の高架下交通広場開業時には路線の大幅な再編と一部の路線バスの南北直通が行われたが、新潟駅南部はバスの便数が北部に比べて少ない状況下にある。新潟スタジアムや県立野球場、産業センターなど鳥屋野潟南部地区の公共施設における各種イベント開催時には交通手段が脆弱で、加えて鳥屋野潟公園周辺では県や市による複数の公共施設の整備事業、商業施設の開業が現在も進捗しており、交通の確保が喫緊の課題となっている。

## 道路

### 高速道路

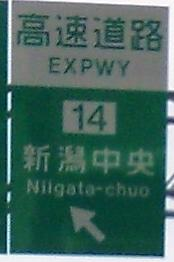
IC入り口の「高速道路」の表記

新潟中央JCTは、北陸自動車道・日本海東北自動車道・磐越自動車道の3路線が分岐する要衝となっている。
このため、新潟中央JCT周辺のICを案内する道路標識には、「○○自動車道」や「○○道」のように路線名が表示されておらず、右写真のように「高速道路」という表記を使用している。
また、新潟市は合併により市域が広いことから、ICが9箇所もある。これは日本の市町村で1番多い。
南へは北陸自動車道を通じて関東・中部・近畿地方へ、北へは日本海東北自動車道を通じて東北地方日本海側へ、東へは磐越自動車道を通じて東北地方太平洋側へと至る。

### バイパス道路
市内の国道は、市内を北東から南西に縦貫する国道7号・8号・116号の新潟バイパス（含新新、新潟西バイパス）をはじめ、南北に横断する国道7号・国道49号・403号の栗ノ木バイパス・亀田バイパス（含横雲バイパス）・新津バイパス（含新津南バイパス）、秋葉区新津地区を東西に横断する国道460号の新津東バイパス、西蒲区巻地区を南北に貫く国道116号の巻バイパスなど、連続立体交差方式によるバイパス道路網が発達している。
なお、新新バイパスに併設された道の駅豊栄は、日本で初めて一般道路に設けられたパーキングエリアで「道の駅 発祥の地」に認定されている。

### 一般道路

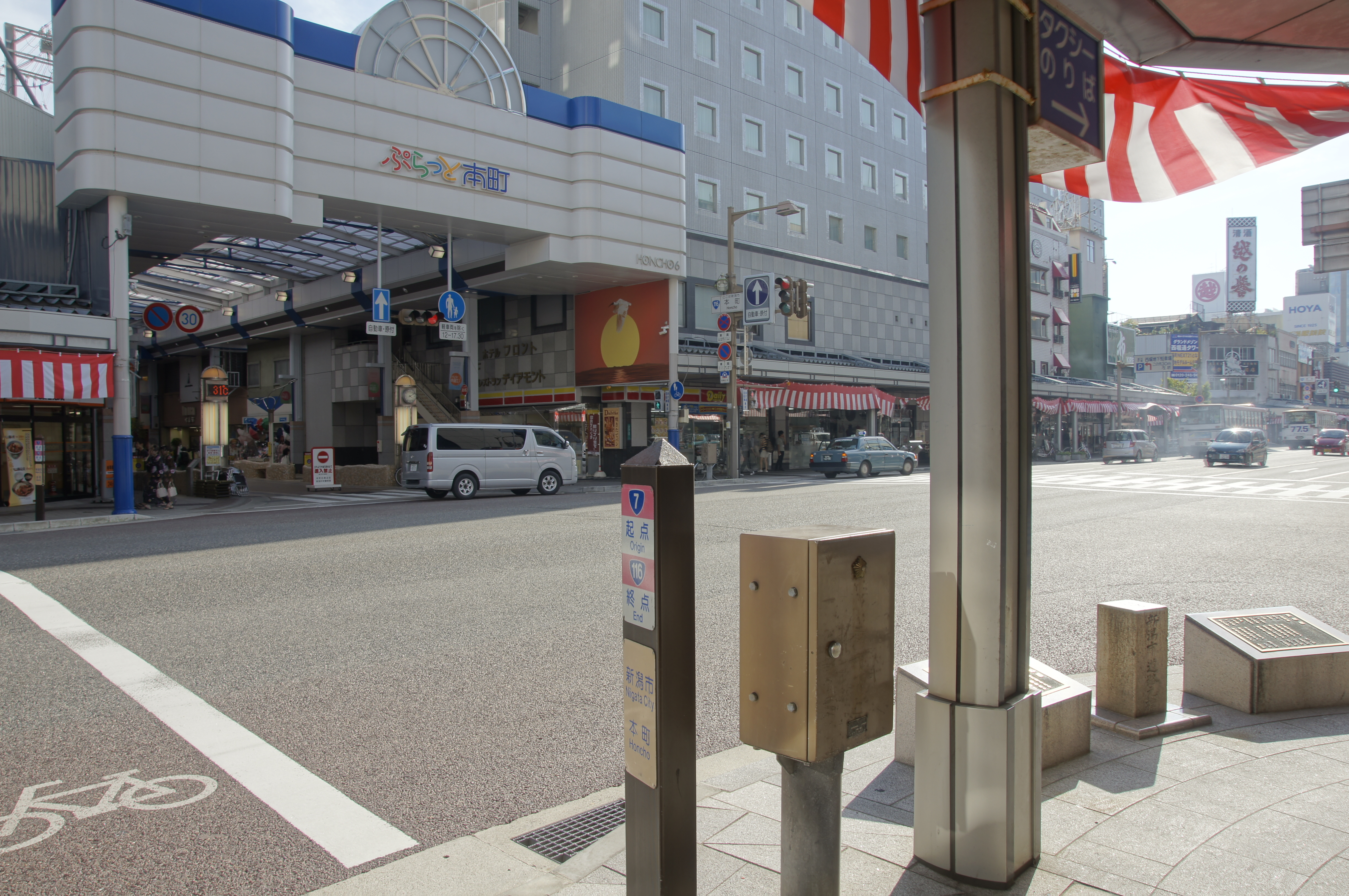
本町交差点。写真右下に道路元標がみえる。2011年8月7日撮影。

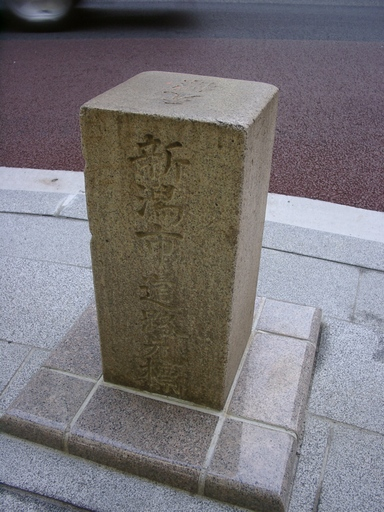
新潟市道路元標

新潟市を始点・終点とする国道の道路元標は、柾谷小路と本町通が交差する、本町通七番町・本町十字路（本町交差点）に設置されている。また、信濃川に架かる萬代橋は、国道の橋としては東京都中央区の日本橋に続く全国二例目の重要文化財に指定されている。
市内各地でバイパス道路網の整備が進捗している一方、それ以外の一般道路は片側3車線以上の広幅員の区間が少ない上、旧来の幹線道路では車線の増強など道路施設の整備が行き届いていない箇所も数多く、市内各地には慢性的に渋滞が発生する区間が点在する。不足する道路容量を補うため、新潟市道曽和インター信濃町線（西大通り、旧国道116号線）と新潟県道16号新潟亀田内野線（関屋近辺）のそれぞれ一部区間には中央線変移区間が設けられ、時間帯により車線数が増減する。

#### 中心部の一方通行道路
中央区中心部の新潟島地区には一方通行となっている区間が多く、これは他の都市と比べても高い割合と言われている。特に古町周辺の柾谷小路を中心とする地域では1966年（昭和41年）、西堀通り・東堀通りをはじめとする一部幹線道路が一方通行化され、それまで慢性的に発生していた渋滞の解消が図られた。だが一方で、これら一方通行の沿道を目的地とする場合、立地によっては大きく迂回する必要があるため、特に市外・県外からの観光客がタクシーを利用した場合には苦情が出ることも少なくなかった。
しかし2002年（平成14年）に新潟みなとトンネルと柳都大橋が開通し、その後も道路の整備が進んだことから信濃川右岸側と新潟島とのアクセス効率が次第に向上し、慢性的に渋滞していた萬代橋も交通量が若干減少するなど交通の円滑化が図られた。また2008年（平成20年）7月24日から西堀通り・東堀通りなどの一方通行規制が42年ぶりに解除され、古町周辺の交通も円滑化が図られつつある。しかしいずれも、日中（7時から22時）は柾谷小路からの右折禁止措置が継続されている上、昨今の道路交通法改正による駐車規制の強化もあって、車から店舗などへの荷物の搬入やタクシーの乗降がしづらくなるなどの課題が生じた。このため、新潟市と古町・本町商店街の関係者で組織される「新潟島中心部交通政策検討会」では道路の有効活用を目的に、2010年（平成22年）3月8日から3月24日にかけ、西堀通り・東堀通りの各一部区間で片側1車線の通行を規制して荷捌きスペースを設置する社会実験を実施した。この結果を踏まえ、今後の施策に反映させる予定である。

### 市内を走る主な道路
高速自動車国道
- E8北陸自動車道
  - 巻潟東IC/BS - 黒埼PA（スマートIC） - 鳥原BS - 新潟西IC - 新潟中央JCT
- E49磐越自動車道
  - 新潟中央IC - 新潟中央JCT - 新潟PA - 酒屋BS - 新津西スマートIC（ハーフIC） - 川口BS - 新津IC
- E7日本海東北自動車道
  - 新潟中央JCT - 新潟亀田IC - 西野BS - 新潟空港IC - 豊栄SA（スマートIC<ハーフ>） - 葛塚BS - 豊栄新潟東港IC

自動車専用道路
- 新潟西バイパス
  - 曽和IC - 高山IC - 新通IC - 亀貝IC - 小新IC - 新潟西IC - 黒埼IC - （自動車専用道路区間は以上。この先新潟バイパス、新新バイパスに至る）

一般国道
（※括弧内は重複区間となっている路線）
- 国道7号
- 国道8号（含17号）
- 国道49号（含459号）
- 国道113号（含345号）
- 国道116号（含289号）

- 国道350号
- 国道402号
- 国道403号
- 国道460号

県道（主要地方道、一般県道）
→県道については#各区の項を参照。
主な一級幹線市道
- 東港線（新潟市道・国道113号他）
- 弁天線
- 新潟市道紫竹山鳥屋野線（紫鳥線）
- 新潟市道曽和インター信濃町線（西大通り）

道の駅
- 道の駅花夢里にいつ
- 道の駅豊栄
- 道の駅新潟ふるさと村

その他、道路に関する項目
- 新潟バイパス（新潟東西道路の区間に指定）
- 亀田バイパス（新潟南北道路の区間に指定）
- 新津バイパス
- 巻バイパス
- 白根バイパス
- 栗ノ木バイパス
- 東大通・萬代橋通り

- 柳都大橋
- 新潟みなとトンネル
- 柾谷小路
- 空港通（新潟飛行場道路）
- 明石通

## タクシー
新潟市内におけるタクシーは、2017年3月時点では以下の会社によって運営されている。区は本社所在地を表す。
北区
- 太陽交通
- 東港タクシー
- ハマタクシー
- 都タクシー(豊栄)

東区
- さくら交通
- 三洋タクシー
- 新潟あさひタクシー
- 東重機運輸
- 富士タクシー
- 港タクシー
- 四葉タクシー

中央区
- コバト交通
- 第一タクシー
- はとタクシー
- 万代タクシー
- 日の出交通
- 都タクシー(中央区)

江南区
- NK交通

秋葉区
- しあわせ交通
- 新興タクシー
- フラワー観光

南区
- 白根タクシー
- 白根中央タクシー（廃業済）

西区
- 三和第一交通
- 光タクシー
- 太陽交通新潟

西蒲区
- 曽根タクシー
- 燕タクシー
- まきタクシー
- 弥彦タクシー

かつて存在したタクシー業者
- 新潟相互タクシー  1940年創業のタクシー会社。2008年10月28日新潟地方裁判所に破産申請し受理。
- 新潟タクシー 1938年創業の新潟市一の老舗タクシー会社。2008年11月20日新潟地方裁判所に破産申請し受理。
- 東新タクシー  現在の新潟市中央区及び東区を本拠に戦前より事業展開していたタクシー会社。2012年9月11日新潟地方裁判所に破産申請し受理。
- 小針タクシー 1968年に設立。2000年ごろに年商4億円を超える売り上げがあったが、2011年12月に運賃を一律に値上げするカルテルを結び独占禁止法に違反したとして公正取引委員会から課徴金納付命令を受けた。2015年3月期に約2億4千万円にまで落ち込んだため、2015年11月7日付で営業を停止。従業員と車両は太陽交通グループの太陽交通新潟に引き継がれた[4]。
- しあわせタクシー  1951年創業。2014年11月21日新潟地方裁判所に破産申請し受理される。
- 県都タクシー
1964年に、労働争議の影響で都タクシーから分社。分社後も都タクシーの専務が県都タクシーの社長を務め、役員や筆頭株主がほぼ同じであったため、人事交流や新入社員研修などを共同で実施していた。2015年10月5日にグループ内の経営スリム化のために都タクシーに統合され、配車センターも下所島にある県都タクシー本社に一元化された[17]。
- 栄タクシー(星山工業)  土木業を本業としていた星山工業がタクシー事業会社として「栄タクシー」を設立。その後、公共事業の落ち込みから「栄タクシー」を吸収合併し事業を営んでいたが、2016年4月28日新潟地方裁判所に破産申請し、受理された。
- 昭和交通観光  旧亀田町(現:新潟市江南区)を本拠に事業展開していたタクシー会社。2016年９月15日新潟地方裁判所にて破産手続開始決定される。

## 水運

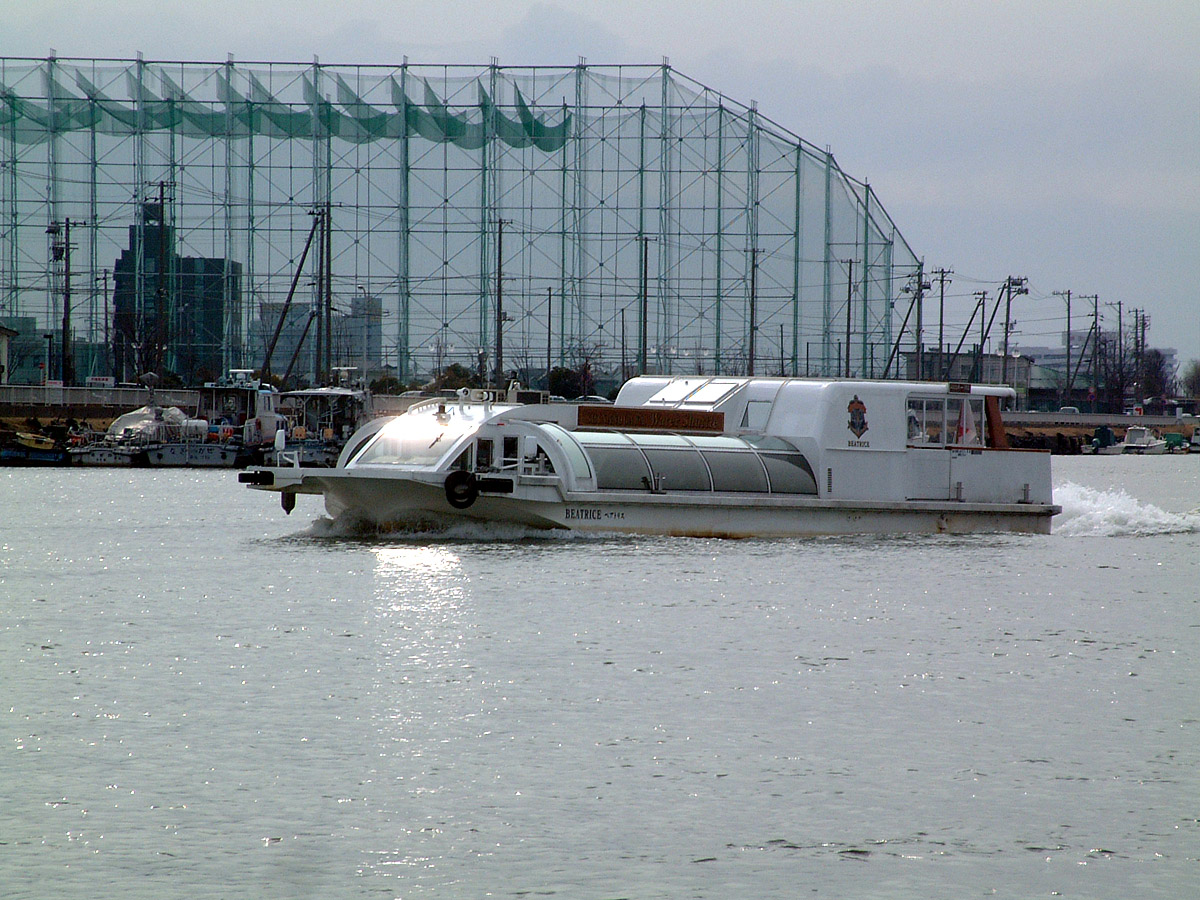
信濃川ウォーターシャトル（ベアトリス）

中心部を流れる信濃川を経由する水上バスが、信濃川ウォーターシャトルにより定期運航されている。市内の観光資源としての役割は元より、鉄道とバスに続く第三の通勤・通学の足として定着させることを目指している。
- 定期航路
  - みなとぴあ - 朱鷺メッセ - 萬代橋西詰 - 県庁前 - ふるさと村

## パークアンドライド

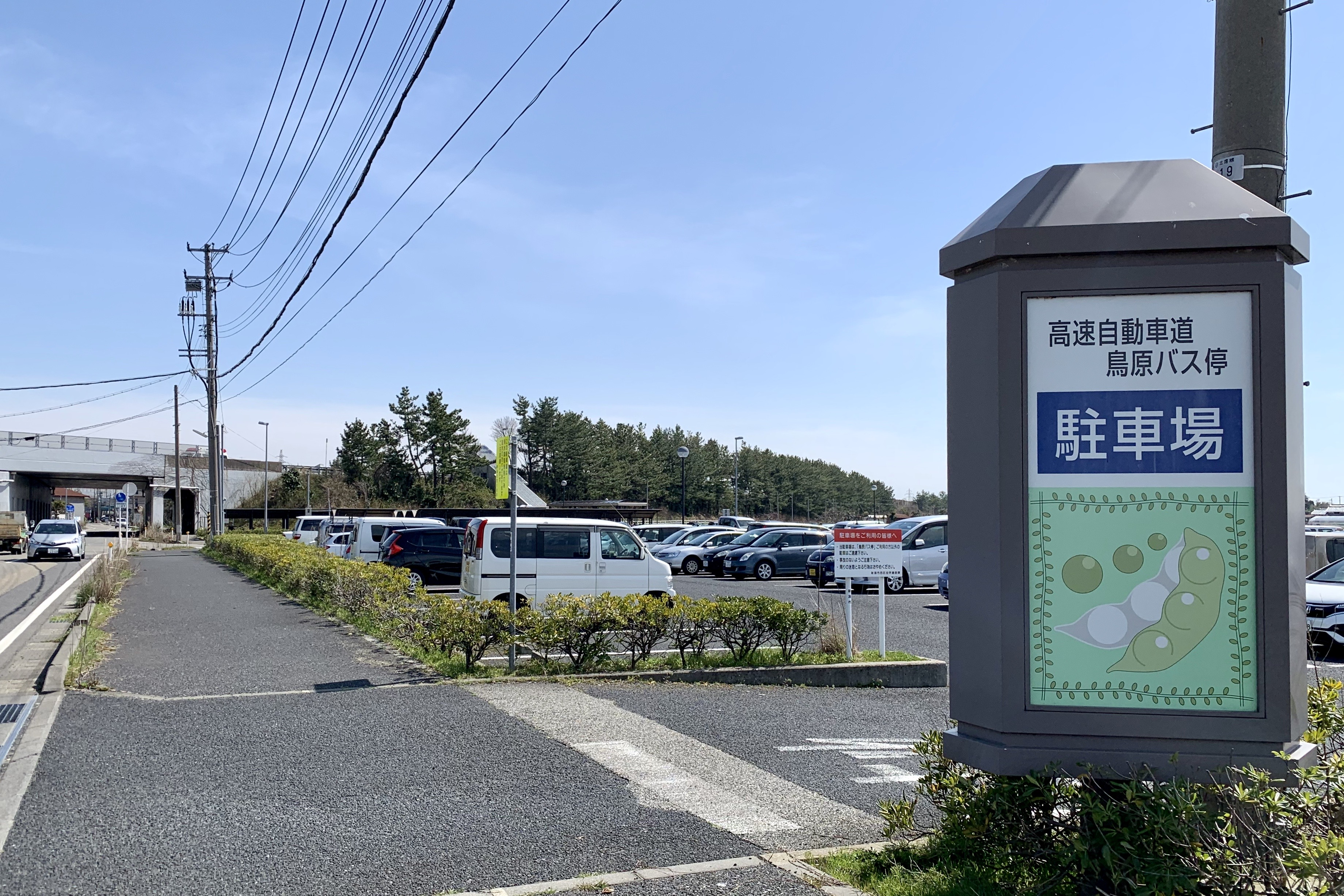
鳥原BSの無料駐車場（2020年3月）

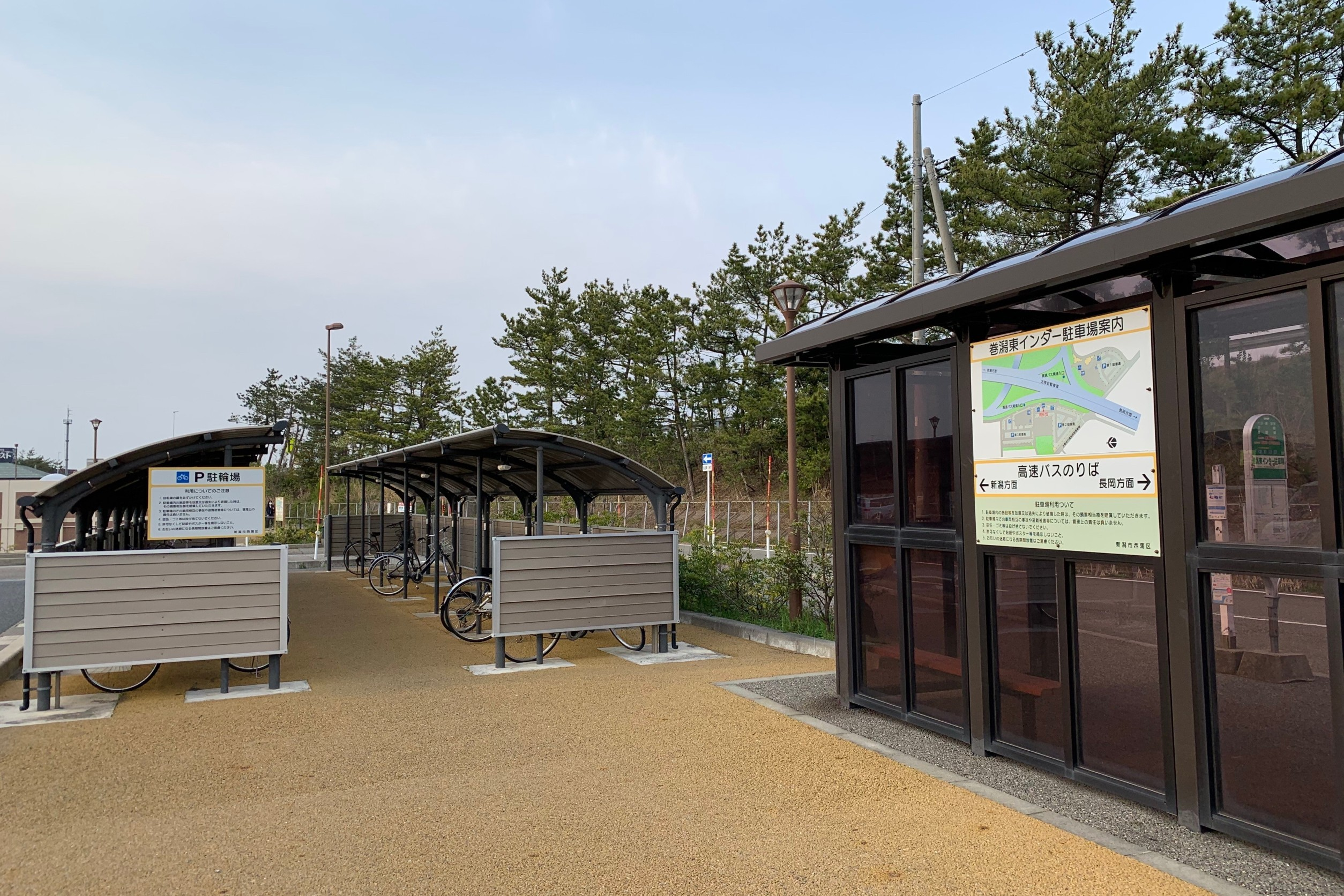
巻潟東BSの無料駐輪場と駐車場案内（2020年4月）

市内の高速道路バス停留所（葛塚BS、西野BS、酒屋BS、川口BS、鳥原BS、巻潟東BS）には無料のパークアンドライド駐車場が設けられている。
また、市内JR全駅に駐輪場が整備されており、新潟駅万代口を除き全て無料である（新潟駅南口にも仮設ではあるが無料の駐輪場がある）。

## 沿革

### 近代
- 1869年1月1日（明治元年11月19日） - 新潟港が外国船に開港。
- 1886年（明治19年） - 初代萬代橋が完成。
- 1897年（明治30年）11月20日 - 北越鉄道（現信越本線）開通。
- 1904年　(明治37年) 新潟駅開業。
- 1908年（明治41年）3月8日 - 若狭屋火事により、初代萬代橋が焼失。同じ年の9月の大火で、市街地の大半を焼失する。
- 1909年（明治42年） - 二代目萬代橋が完成。
- 1910年（明治43年）10月25日 - 信越線（支線。現磐越西線） 新津駅 - 馬下駅間が開業。
- 1912年（大正元年）8月25日 - 越後鉄道（現越後線）開通。
- 1933年 (昭和8年) 4月1日 - 新潟電鉄の東関屋 - 白根間が開業。

### 現代
- 1952年（昭和27年）12月23日 - 白新線葛塚駅（現豊栄駅）から新発田駅間が開業。
- 1956年（昭和31年）4月15日 - 白新線沼垂駅から葛塚駅間が延伸開業し、全通。
- 1958年　(昭和33年) 新潟駅が現在地に移転。
- 1973年（昭和48年） - 新潟バイパスが開通（以後、新新バイパス、新潟西バイパスなども順次開通）。
- 1978年（昭和53年）9月21日 - 北陸自動車道・新潟黒埼IC（当時） - 長岡JCT・長岡ICが開通。
- 1982年（昭和57年） - 上越新幹線・大宮駅 - 新潟駅間が開業。
- 1985年（昭和60年）
  - 関越自動車道全線開通により、関東地方各地と結ばれる。
  - 上越新幹線、上野駅乗入れ開始。
- 1988年（昭和63年） - 北陸自動車道全線開通により、北陸地方各地と結ばれる。
- 1991年（平成3年） - 上越新幹線、東京駅乗入れ開始。
- 1997年（平成9年） - 磐越自動車道全線開通により、東北太平洋側と結ばれる。
- 1999年 (平成11年) 4月5日 - 新潟交通電車線(新潟電鉄)が、東関屋 - 月潟間 (21.6km) の廃止により全線廃止。
- 2002年 (平成14年) 4月 - マリン商事が水上バス「湖姫」を就航[20]。柳都大橋完成。新潟みなとトンネル供用開始。
- 2006年　(平成18年) 1月21日 - JR東日本の路線でIC乗車カードSuicaがサービス開始。
- 2011年 (平成23年)
  - 4月24日 - 新潟交通が運行する一部の路線バスで、IC乗車カードりゅーとがサービス開始。
  - 8月 - 日本海横断航路（新潟 - ザルビノ）が開設される。
  - 11月11日 - 新潟港が日本海側拠点港となる。
- 2013年（平成25年） - 「湖姫」が全便運休となる[21]。
- 2015年　(平成27年) BRT(新交通システム)が開業。

## 交通分担率
公共交通が脆弱になってゆく一方で幹線道路の整備が進捗したこともあって、新潟市は日常の交通手段を自家用車に依存する比率が非常に高く、全国の都道府県庁所在地47都市の運輸部門における1人あたりのCO2（二酸化炭素）排出量は茨城県水戸市、山口県山口市に次いで全国ワースト3位となっている（2000年国勢調査、国立環境研究所「市町村における運輸部門温室効果ガス排出推計手法の開発および要因分析」によるデータ）。
また2010年4月時点における全国の政令市19市の中でも、新潟市の都市交通のうち自動車分担率は約70%と最も高い一方、公共交通分担率は約6%と、静岡市や浜松市と並んで低い水準にとどまっている。
過去に市民から政令指定都市だから地下鉄が欲しいと言った声などもあったが、あくまで公式に構想と言う形で新潟市が具体的な提案したものはない。
市のホームページに「市長への手紙」と言う市政への要望を市民が投稿する場に寄せられるものの中に、JRやバス以外の手段を求める声が複数年で様々なものが寄せられているが、新潟市としての今後の人口構成や財政負担などを踏まえた中で実現可能なものがないのが現状である。
2021年に今後10年間を見据えた「新潟市都市交通戦略プラン」 が公開されている。
この中の「市民の現状とニーズ」の章において利用実態と分析が行われているが、この中で「広域交通」は充実しており二次交通の連携強化が求められると言ったものや、各区の住民のニーズについての分析結果が示されている。
また、基本計画の中においては新たな軌道整備よりも現状を維持する形や、居住誘導と言う形で持続可能な公共交通を検討している。